# Benfoaka
Benfoaka, également appelé Benfoara, est une commune rurale située dans le département de Bogandé de la province de la Gnagna dans la région de l'Est au Burkina Faso.

## Géographie
Benfoaka, commune pastorale à foyers d'habitations disséminés, se trouve à 10 km au sud-ouest de Léoura.

## Santé et éducation
Le centre de soins le plus proche de Benfoaka est le centre de santé et de promotion sociale (CSPS) de Léoura.